# Dorota Idzi
Dorota Stanisława Nowak-Idzi (Ścinawka Średnia, 8 maggio 1966) è un'ex pentatleta polacca.

## Palmarès
In carriera ha conseguito i seguenti risultati:
- Mondiali:

Montréal 1985: oro nel pentathlon moderno a squadre.
Bensheim 1987: oro nel pentathlon moderno a squadre.
Varsavia 1988: oro nel pentathlon moderno individuale ed a squadre.
Wiener Neustadt 1989: oro nel pentathlon moderno a squadre.
Linköping 1990: oro nel pentathlon moderno a squadre e bronzo individuale.
Sydney 1991: oro nel pentathlon moderno a squadre e staffetta a squadre.
Budapest 1992: oro nel pentathlon moderno a squadre e staffetta a squadre e bronzo individuale.
Darmstadt 1993: bronzo nel pentathlon moderno individuale.
Sheffield 1994: oro nel pentathlon moderno staffetta a squadre ed argento a squadre.
Basilea 1995: oro nel pentathlon moderno a squadre e staffetta a squadre e bronzo individuale.
Siena 1996: oro nel pentathlon moderno staffetta a squadre, argento individuale e bronzo a squadre.
Città del Messico 1998: oro nel pentathlon moderno a squadre e staffetta a squadre.
Pesaro 2000: oro nel pentathlon moderno a squadre.
- Europei

Modena 1989: oro nel pentathlon moderno a squadre ed individuale.
Sofia 1991: argento nel pentathlon moderno individuale.
Berlino 1995: oro nel pentathlon moderno a squadre ed argento individuale.
Varsavia 1998: argento nel pentathlon moderno a squadre.
Tampere 1999: oro nel pentathlon moderno staffetta a squadre e bronzo a squadre.